# Церква Святої Параскеви П'ятниці (Жуківці)
Церква Святої Параскеви П'ятниці в Жуківцях — парафія і храм греко-католицької громади Зборівського деканату Тернопільсько-Зборівської архієпархії Української греко-католицької церкви в селі Жуківці Тернопільського району Тернопільської области.
Оголошена пам'яткою архітектури місцевого значення.

## Історія церкви
Храм і парафія були засновані у 1741 році. У 1904 році парафіяни села Мшана подарували церкву громаді села Жуківці.
Парафія належала до УГКЦ до 1946 року, а потім перейшла до РПЦ до 1961 року. З 1961 до 1991 року влада закрила храм. Він знову став діючим у 1991 році, а у 1992 році парафія офіційно повернулася в лоно УГКЦ.
У 2010 році єпископську візитацію здійснив владика Василій Семенюк.
При парафії діє спільнота «Матері в молитві».

## Парохи
- о. Яроцький,
- о. Стойко,
- о. І. Пиріг,
- о. Юрій Ковалик,
- о. В. Лехняк,
- о. В. Лущ,
- о. Євген Мушинський (з листопада 2010).